# Jesper Juul

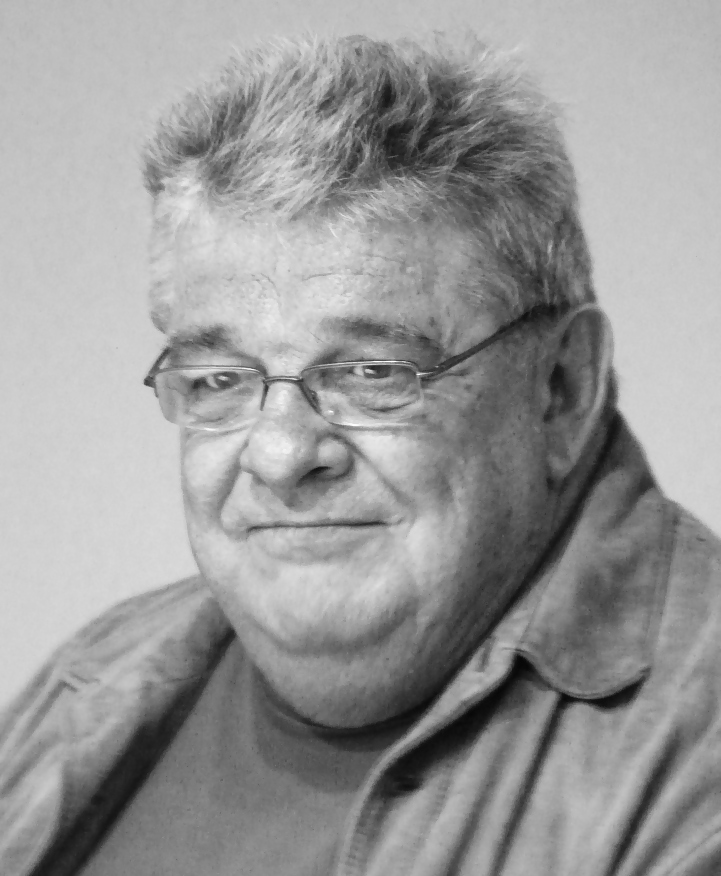
Jesper Juul (2010)

Jesper Juul (* 18. April 1948 in Vordingborg, Dänemark; † 25. Juli 2019 in Odder, Dänemark) war ein dänischer Familientherapeut. Er war Gründer des Kempler Institute of Scandinavia im dänischen Odder und Autor zahlreicher Bücher um Familienbeziehungen und Erziehung.

## Leben
Juul wuchs in Vordingborg, Herning und Ebeltoft auf. Nach dem Realschulabschluss fuhr er als Messejunge und Jungkoch für die dänische Reederei Det Østasiatiske Kompagni (East Asiatic Company) zur See. Anschließend arbeitete er als Erd- und Betonarbeiter sowie Tellerwäscher und Barkeeper.
Von 1966 bis 1970 studierte er Geschichte und Religion am Marselisborg-Lehrerseminar. Nach dem Studium arbeitete Juul drei Jahre als Lehrer und Sozialpädagoge im Behandlungsheim „Bøgholt“ des Mannschatz-Schülers Harald Rasmussen in Viby bei Aarhus. Auf einem Kursus traf er den US-amerikanischen Psychiater und Familientherapeuten Walter Kempler und den dänischen Kinderpsychiater Mogens A. Lund, die seine Lehrer und Therapeuten wurden. Danach arbeitete er neun Jahre mit Gruppen alleinerziehender Mütter im Jugendzentrum der Kommune Aarhus. Daneben bildete er sich in Dänemark, den Niederlanden und den USA als Familientherapeut aus und arbeitete freiberuflich als Gruppentherapeut und Persönlichkeitstrainer.
1979 gründete er mit Lund, dessen Frau Lis Keiser und in Zusammenarbeit mit Kempler das Kempler Institute of Scandinavia, das er bis 2006 leitete. Er war dort bis zu seinem Tod weiterhin als Lehrer und Berater tätig. Seit 1991 arbeitete er jährlich etwa drei Monate mit Flüchtlingsfamilien und Kriegsveteranen in Kroatien. 2004 gründete Jesper Juul das Elternberatungsprojekt FamilyLab International. Es existieren mittlerweile selbstständige Abteilungen in Dänemark, Deutschland, in der Schweiz, Italien, Kroatien, Norwegen, Österreich, Schweden und Slowenien. Diese bieten Seminare an, deren Leiter von Juul ausgebildet wurden. Bis zu seiner Erkrankung im November 2012 arbeitete er in neun Ländern.
Im Dezember 2012 erkrankte er an transverser Myelitis. Er verbrachte 16 Monate in Rehabilitation in einem dänischen Krankenhaus und kehrte erst im Mai/Juni 2014 nach Hause zurück. Er bezeichnete seinen Zustand als „behindert“ (“disabled”) – paralysiert im Unterkörper und als im Rollstuhl sitzend. Seit Juni 2014 konnte er wieder schreiben und bot Konsultationen und Supervision via E-Mail oder Webchats an. Seine Sprechfähigkeit war erst im Herbst 2016 wiederhergestellt. In der Zwischenzeit spielten die „Country Leaders“ und „Seminar Leaders“ von FamilyLab International sowie seine persönliche Assistentin Katharina Weiner aus Wien eine wichtige Rolle.
Jesper Juul war von 1971 bis 1991 mit seiner ersten Frau verheiratet und hat daraus einen erwachsenen Sohn. Seine zweite Ehe wurde 2017 geschieden. Er starb am 25. Juli 2019 im Alter von 71 Jahren an einer Lungenentzündung in Odder in Dänemark.

## Juuls pädagogische Ansichten

### Gleichwürdige Erziehung
Für traditionelle, autoritäre Erziehung haben Werte wie Disziplin, gute Umgangsformen, Achtung und Gehorsam einen hohen Stellenwert. Die Eltern-Kind-Beziehung ist durch ein hierarchisches Verhältnis geprägt. Die Eltern gelten als alleinige Machthaber innerhalb der Familie. Ein Beispiel für ein angewandtes Mittel der Eltern und Pädagogen ist die Schaffung von Respekt durch Gewalt. Dazu zählen ebenso psychische „Verletzungen durch traumatisierende Verbalisierungen“.:29
Moderne, demokratische Erziehungsgrundsätze wie persönliche Selbstständigkeit, eigene Urteilsfähigkeit und Selbstbewusstsein rücken die Autonomie des Kindes in den Vordergrund. Im Gefolge der antiautoritären Bewegung veränderte sich das vormals machtgeprägte Eltern-Kind-Verhältnis zu einem partnerschaftlichen Verhältnis.
Juul distanzierte sich – nicht zuletzt selbstkritisch – von beiden Ansätzen, deren „Oberflächlichkeit“ und „Mangel an ethischer Substanz“ er beklagte. Er begrüßte zwar die historische Entwicklung, bemängelte aber deren erzieherische Unangemessenheit. Hier wurde, so Juul, aufgrund einer gemeinsamen Fehleinschätzung des „Wesens der Kinder“ ein praxisferner ideologischer Grabenkampf um die „richtige“ Erziehung auf Kosten der Heranwachsenden geführt. Trotz bester Absichten einer fortschrittlichen Erziehungsphilosophie habe tatsächlich eine Verschiebung der pädagogischen Verantwortung zu Lasten der Kinder stattgefunden. Sein „gleichwürdiges“ an der Praxis orientiertes Konzept sucht nach einer zeitgemäßen Gestaltung der Eltern-Kind-Beziehung jenseits veralteter autoritärer oder abstrakt-demokratischer Prinzipien. Klassische Erziehungsfragen würden zu Lasten der entscheidenden Beziehungsrealität überbewertet: „Mir geht es um die Interaktion von Persönlichkeiten. Man muss wissen: Wer bin ich? Wer ist mein Kind? Man kann nichts Generelles sagen darüber, was Mütter für Menschen sind, was Kinder für Menschen sind.“
Laut Kerstin Guzmán entspricht dies einem autoritativen Erziehungsstil bzw. -konzept.:65 Seine Arbeit wurde, neben gestalttherapeutischen Einflüssen, vor allem durch systemische und humanistische Ansätze der Familientherapie beeinflusst.:29, 61 f.

### Das kompetente Kind
Der konventionellen Debatte um die „richtige“ Erziehungsmethode liegt nach Juul parteiübergreifend eine Unterschätzung und Missachtung der sozialen Fähigkeiten des Kindes zugrunde. Jesper Juul ist der Meinung, dass Kinder vollwertige Menschen sind, die nicht erst durch Anweisungen, Verbote und Strafen geformt werden müssen. Das traditionelle Bild vom Kind als eines primitiven, dissozialen oder halbwilden Wesens, das durch geeignete Erziehungsmaßnahmen erst zum Menschen gemacht werden muss, lehnt er ab:
„Kinder werden mit allen sozialen und menschlichen Eigenschaften geboren. Um diese weiterzuentwickeln, brauchen sie nichts als die Gegenwart von Erwachsenen, die sich menschlich und sozial verhalten. Jede Methode ist nicht nur überflüssig, sondern kontraproduktiv, weil sie die Kinder für ihre Nächsten zu Objekten macht.“
Der Titel des ursprünglich 1996 erschienenen Werks „Dein kompetentes Kind“ markiert zugleich eine veränderte Grundhaltung. Im Anschluss an die neuere Säuglings- und Kleinkindforschung vollzog Juul einen Paradigmenwechsel für das Eltern-Kind-Verhältnis, der eine neue Sichtweise ermöglicht. Diese erfordert eine prinzipiell dialogische Haltung dem Kind gegenüber und die Bereitschaft, Erziehung als offenes, zukunftsweisendes Experiment wahrzunehmen, von dem beide Seiten in ihrer weiteren Entwicklung profitieren können. Im Vertrauen auf die Kompetenz des Kindes wird Erziehung zu einem wechselseitigen Austausch von Beziehungspartnern, die sich nur in Hinsicht auf Erfahrung und Verantwortlichkeit unterscheiden. Der Schwerpunkt dieses Ansatzes liegt auf der Qualität der Beziehung und nicht auf zu vermittelnden Inhalten oder methodischer Strenge:
„Wenn ich Kinder als kompetent bezeichne, dann meine ich damit, dass wir wichtige Dinge von ihnen lernen können. Dass sie uns durch ihre Reaktionen ermöglichen, unsere verlorene Kompetenz wiederzugewinnen und unsere unfruchtbaren, lieblosen und destruktiven Handlungsmuster loszuwerden […] Wir müssen zu einer Form des Dialogs finden, den viele Erwachsene auch untereinander nicht beherrschen […]“

### Gleichwürdigkeit (ligeværdighed)
Entscheidend für Entwicklung der angeborenen Kompetenzen des Kindes sei die Art und Weise, wie die Eltern miteinander umgehen, Konflikte austragen und streiten. Die Art der Beziehung zwischen den Familienmitgliedern, Respekt voreinander und die Anerkennung der Würde des jeweils Anderen tragen zum Wohlergehen der Familie hauptsächlich bei. Diese Grundhaltung und besondere Qualität der Beziehung nennt Juul ligeværdighed . Dem konzeptionellen Charakter des dänischen Begriffs versucht die deutsche Übersetzung mit dem Neologismus „Gleichwürdigkeit“ zu entsprechen.
„Wir haben gelernt, dass eine bestimmte Beziehungsqualität zwischen Erwachsenen und Kindern destruktive Beziehungen ins Konstruktive wandeln kann. Diese Qualität war zunächst schwer zu konkretisieren und in den Griff zu bekommen, weil sie sich „zwischen den Zeilen“ abspielte –, im zwischenmenschlichen Prozess. Das war in einem Jahrzehnt, in dem eine gewaltsame Demokratisierung der Erwachsenen-Kind-Beziehungen überall in der Gesellschaft stattfand, die sich häufig einer politischen Terminologie bediente oder die politisch-ideologische Wurzeln hatte. Deshalb war es nicht einfach, diese psychologische und existentielle Qualität als akademisches Konzept zu definieren –, aber schließlich haben wir vereinbart, dass die Bezeichnung „Gleichwürdigkeit“ genau und nützlich war.“
Erwachsene und Kinder begegnen sich „gleichwürdig“, sofern ihr Verhältnis als ein Verhältnis zwischen Subjekten gestaltet wird. Die intersubjektive Auffassung der pädagogischen Beziehung verwahrt sich so ebenso gegen eine autoritäre wie eine Laissez-faire-Haltung, bei der entweder das Kind oder der Erwachsene zum Objekt erniedrigt wird: „Gleichwürdig bedeutet nach meinem Verständnis sowohl »von gleichem Wert« (als Mensch) als auch »mit demselben Respekt« gegenüber der persönlichen Würde und Integrität des Partners. In einer gleichwürdigen Beziehung werden Wünsche, Anschauungen und Bedürfnisse beider Partner gleichermaßen ernst genommen und nicht mit dem Hinweis auf Geschlecht, Alter oder Behinderung abgetan oder ignoriert. Gleichwürdigkeit wird damit dem fundamentalen Bedürfnis aller Menschen gerecht, gesehen, gehört und als Individuum ernst genommen zu werden.“
Die „Gleichwürdigkeit“ ist das Leitbild einer Beziehungskultur, das Juuls Ansatz zugleich von einer Haltung abgrenzt, die demokratische Prinzipien kritiklos für das Erziehungsverhältnis übernehmen will. Im Rahmen dieser Beziehung haben die Kinder nicht die gleichen Rechte und Pflichten wie die Erwachsenen. Insbesondere das allgemeine Beziehungsklima liegt in der alleinigen Verantwortung der Erziehenden, die hier ihre grundlegende Vorbildfunktion ausüben. Am Anfang der Erziehung führen die Eltern aufgrund ihrer Erfahrung und Kompetenzen ihre Kinder. Im Laufe seiner Entwicklung lernt das Kind durch seine Eltern, für sich selbst verantwortlich zu sein. Wird das Kind älter, müssen die Eltern lernen, Führung und Verantwortung an die Kinder abzugeben.:64

### Kooperation und Integrität
Zu den Kompetenzen des Kindes gehört auch die grundlegende Kooperationsbereitschaft, deren Wesen und Äußerungsformen von herkömmlicher Erziehung häufig verkannt werden. „Kooperation“ in Juuls Verständnis bedeutet nicht, dass das Kind gehorcht und sich den elterlichen Anweisungen widerspruchslos fügt. Das kooperative Verhalten des Kindes spiegelt vielmehr das Verhalten der erwachsenen Bezugspersonen, das es entweder direkt nachahmt oder aber in scheinbarer Verweigerung indirekt kommentiert. Gerade vermeintlich nicht kooperatives Verhalten ist, so Juul, ein meist missverstandenes, „qualifiziertes Feedback“ des Kindes auf unreflektierte Bereiche auf Seiten der Erzieher: Indem Kinder „[…] ihre Eltern in verbaler und nonverbaler Form auf deren emotionale und existentielle Probleme aufmerksam [machen] […] sind sie […] gerade dann am wertvollsten, wenn sie diesen am beschwerlichsten erscheinen.“
Destruktives Verhalten eines Kindes spiegelt demnach immer ein ursprünglich destruktives oder selbstdestruktives Verhalten der maßgeblichen Erwachsenen in seiner Umgebung. Kooperation in diesem Sinn hat für das abhängige Kind zugleich immer Vorrang vor Ansprüchen der Integrität. Ein Familienklima, das die Integrität seiner Mitglieder regelmäßig missachtet, führt so zu aktiv-entwürdigendem oder übermäßig kooperativen Verhalten beim Kind. Je massiver dabei die Verletzung der Würde des Kindes ist, desto mehr wird es dazu neigen, sich destruktiven Tendenzen passiv unterzuordnen. Solche Verletzungen geschehen, so Juul, etwa in erzwungenem Gehorsam und liegen auch Phänomenen der Kooperation mit einem verbal, körperlich oder sexuell misshandelnden Elternteil zugrunde.
Während Eltern und Experten sich defizitorientiert regelmäßig auf das korrekturbedürftige Verhalten des Kindes konzentrieren, plädiert Juul für eine familiensystemische Lesart. Das Kind ist der Symptomträger einer gestörten Familiendynamik. Störungen des Sozialverhaltens oder psychosomatische Erkrankungen lassen sich vor diesem Hintergrund als Formen der Kooperation mit einem dysfunktionalen Umfeld verstehen. Korrekturbedürftig sind deshalb hier vor allem das Verhalten und die Wertvorstellungen der verantwortlichen Erwachsenen. Dieses Vorgehen hält Juul für den einzigen Weg, eine tragfähige Eltern-Kind-Beziehung herzustellen.
In einer Familie, die dem Prinzip der Gleichwürdigkeit zu entsprechen versucht, wird, so Juul, der Beständigkeit des Konflikts zwischen Integrität und Kooperation Rechnung getragen:
„Die perfekte Familie gibt es ebenso wenig wie die perfekte Gesellschaft. Der Konflikt zwischen Integrität und Kooperation ist nicht zu lösen und führt bei allen Familienmitgliedern zu bestimmten Signalen und Symptomen. Die Qualität des Familienlebens hängt aber von der Fähigkeit der Erwachsenen ab, mit diesen Signalen und Symptomen umzugehen und den Schmerz des Einzelnen in die Kommunikation einzubeziehen.“

### Selbstgefühl und Selbstvertrauen
Ein Kind auf dem Spielplatz, das „Mama, guck mal“ ruft, will, so Juul, im Grunde kein Lob hören, sondern schlichtweg wahrgenommen werden. Um sich selbst fühlen zu können, brauche es die teilnehmende Zeugenschaft der Mutter.
Juul unterscheidet dementsprechend Selbstgefühl und Selbstvertrauen. Das Selbstgefühl eines Kindes hänge dabei davon ab, dass es sich als „es selbst“ in der Familie wahrgenommen und erkannt fühle. Es beruhe auf dem grundlegenden Bedürfnis, unmittelbar „gesehen“ und nicht bloß distanziert „angeschaut“ oder kritisch beobachtet und bewertet zu werden. Grundlage dieses Gefühls sei ein nicht-objektivierender Blick auf das Kind, der unmittelbarer Ausdruck seiner Anerkennung als Subjekt sei. Das Selbstgefühl des Kindes sei in diesem Sinne ein Indikator für die intersubjektive Verfassung und Begabung einer Familie.
Selbstvertrauen beruhe dagegen auf der Anerkennung für erbrachte Leistungen. So könne man Kinder beobachten, die zwar über ein ausgeprägtes Selbstvertrauen verfügen, die aber ein nur schwaches Selbstgefühl haben. Sie würden vornehmlich für etwas gelobt und anerkannt, jedoch selten als sie selbst wertgeschätzt. Das Scheitern an einer Leistung oder die Erkenntnis begrenzter Begabung führe bei solchen Kindern unmittelbar zu einem Verlust an Selbstgefühl, da dieses im Rahmen eines bestimmten Erziehungsklimas nur bedingt bestätigt werde. Das Selbstvertrauen wachse mit der Qualität der erbrachten Leistung, das Selbstgefühl sei abhängig von der Qualität der Beziehung.
Traditionelle Erziehung benutzt nach Juuls Auffassung überwiegend verbale Strategien wie Ermahnungen, Anweisungen und Erklärungen. Dabei wird ignoriert, dass Kinder Verhalten durch Imitation lernen. Kinder müssen beobachten und experimentieren dürfen, dann fügten sie sich durch Nachahmung in die Kultur ein. So würden Kinder kooperieren. Ein ständiger Strom von Ermahnungen und Erklärungen bewirke hingegen, dass das Kind sich dumm oder falsch fühlt. Auch wenn der Umgangston eher freundlich und verständnisvoll ist, werde damit die Botschaft gesendet: „Du bist nicht richtig!“ und so dem Selbstbild und dem Selbstwertgefühl des Kindes großer Schaden zugefügt.

## Publikationen (Auswahl)
Nach Erscheinungsjahr:
- Was gibt’s heute? Gemeinsam essen macht Familie stark. Walter, Düsseldorf 2002. (3. Auflage. Beltz, Weinheim 2009, ISBN 978-3-407-22918-2).
- mit Helle Jensen: Vom Gehorsam zur Verantwortung. Für eine neue Erziehungskultur. Walter, Düsseldorf 2004. (3. Auflage. Beltz, Weinheim 2009, ISBN 978-3-407-22915-1).
- Aus Erziehung wird Beziehung. Authentische Eltern – kompetente Kinder. Herder, Freiburg im Breisgau 2005, ISBN 3-451-05533-3.
- Unser Kind ist chronisch krank. Ein Ratgeber für Eltern. Kösel, München 2005, ISBN 3-466-30683-3.
- Was Familien trägt. Werte in Erziehung und Partnerschaft. Kösel, München 2006. (Beltz, Weinheim 2008, ISBN 978-3-407-22905-2).
- Die kompetente Familie. Neue Werte in der Erziehung. Kösel, München 2007, ISBN 978-3-466-30752-4.
- Nein aus Liebe. Klare Eltern – starke Kinder. Kösel, München 2008, ISBN 978-3-466-30776-0.
- Dein kompetentes Kind. Auf dem Weg zu einer neuen Wertgrundlage für die ganze Familie. Neuübersetzung. Rowohlt, 2009, ISBN 978-3-499-62533-6.
- Grenzen, Nähe, Respekt. Auf dem Weg zur kompetenten Eltern-Kind-Beziehung. Rowohlt, Reinbek 2009, ISBN 978-3-499-62534-3.
- mit Pernille W. Lauritsen: Frag Jesper Juul. Gespräche mit Eltern. Götz, Dörfles 2009, ISBN 978-3-902625-07-6.
- Pubertät. Wenn Erziehen nicht mehr geht. Kösel, München 2010, ISBN 978-3-466-30871-2.
- Elterncoaching: Gelassen erziehen. Beltz, Weinheim 2011, ISBN 978-3-407-85920-4.
- Mann & Vater sein. Kreuz, Freiburg im Breisgau 2011, ISBN 978-3-451-61044-8.
- Aus Stiefeltern werden Bonus-Eltern. Chancen und Herausforderungen für Patchwork-Familien. Kösel, München 2011, ISBN 978-3-466-30909-2.
- Familienberatung: Perspektiven und Prozess. Voelchert, München 2012, ISBN 978-3-935758-21-5.
- Das Familienhaus. Wie Große und Kleine gut miteinander auskommen. Kösel, München 2012, ISBN 978-3-466-30920-7.
- Wem gehören unsere Kinder? Dem Staat, den Eltern oder sich selbst? Ansichten zur Frühbetreuung. Aus dem Englischen von Kerstin Schöps. Beltz, Weinheim an der Bergstrasse 2012, ISBN 978-3-407-85970-9.
- Schulinfarkt. Was wir tun können, damit es Kinder, Eltern und Lehrern besser geht? Kösel, München 2013, ISBN 978-3-466-30984-9.[25]
- Leitwölfe sein. Liebevolle Führung in der Familie. Beltz, Weinheim an der Bergstraße 2016, ISBN 978-3-407-86404-8.
- Liebevolle elterliche Führung. Das Praxisbuch. Beltz, Weinheim an der Bergstraße 2017, ISBN 978-3-407-86471-0.
- Das Kind in mir ist immer da. Mein Leben für die Gleichwürdigkeit. Beltz, Weinheim an der Bergstraße 2018, ISBN 978-3-407-86515-1.
- Einladung zur Integrität. Mathias Voelchert GmbH edition +plus 2018, ISBN 978-3-947101-02-3.
- Dein selbstbestimmtes Kind. Unterstützung für Eltern, deren Kinder früh nach Autonomie streben. Kösel, München 2020, ISBN 978-3-466-31089-0.
- Respekt, Vertrauen & Liebe. Was Kinder von uns brauchen. Beltz, Weinheim an der Bergstraße 2020, ISBN 978-3-407-86630-1.
- Das Beste von Jesper Juul. Wesentliche Beziehungsfragen und Antworten. Mathias Voelchert GmbH edition +plus 2021, ISBN 978-3-947101-36-8.
- Liebende bleiben. Familie braucht Eltern, die mehr an sich denken. Beltz, Weinheim an der Bergstraße 2021, ISBN 978-3-407-86707-0.
- Erziehen mit Herz und Hirn. Was Kinder und Eltern brauchen. Mathias Voelchert GmbH edition +plus 2021, ISBN 978-3-947101-15-3.
- Geborgen und stark. Wie Eltern in Trennung Orientierung und Halt geben. Kösel, München 2022, ISBN 978-3-466-31175-0.
- Es gibt keine unerreichbaren Jugendlichen! Wie wir mit unseren Kindern in Beziehung bleiben. Unterstützung während der Pubertät. Kösel, München 2023, ISBN 978-3-466-31199-6.

Hörbücher
- Dein kompetentes Kind, Sprecher Claus Vester, cc-live, München 2024, ISBN 978-3-95616-444-6.
- Vier Werte, die Kinder ein Leben lang tragen, Sprecher Christian Baumann, Argon Balance 2012, ISBN 978-3-8398-8001-2.
- Vier Werte, die Eltern und Jugendliche durch die Pubertät tragen, Sprecher Christian Baumann, Argon Balance 2012, ISBN 978-3-8398-8075-3.
- Aggression, Sprecher Christian Baumann, Argon Balance2013, ISBN 978-3-8398-8025-8.
- Die kompetente Familie, Sprecher Claus Vester, Mathias Voelchert GmbH edition + plus 2014, Hörbuch-Download.
- Pubertät, Sprecher Claus Vester, cc-live, München 2024, ISBN 978-3-95616-446-0.
- Aus Erziehung wird Beziehung, Sprecher Claus Vester, cc-live, München 2016, ISBN 978-3-95616-347-0.
- Grenzen, Nähe, Respekt, Sprecher Claus Vester, cc-live, München 2016, ISBN 978-3-95616-340-1.
- Leitwölfe sein: Liebevolle Führung in der Familie, Sprecher Claus Vester, cc-live, München 2019, ISBN 978-3-95616-354-8.
- Mann & Vater sein, Sprecher Claus Vester, cc-live, München 2016, ISBN 978-3-95616-341-8.
- 5 Grundsteine für die Familie, Sprecher Claus Vester, cc-live, München 2016, ISBN 978-3-95616-343-2.
- Familienberatung, Sprecher Claus Vester, cc-live, München 2016, ISBN 978-3-95616-344-9.
- Essen kommen, Sprecher Claus Vester, cc-live, München 2017, ISBN 978-3-95616-349-4.
- Liebende bleiben, Sprecher Claus Vester, cc-live, München 2017, ISBN 978-3-95616-345-6.
- Das Kind in mir ist immer da, Sprecher Claus Vester, cc-live, München 2018, ISBN 978-3-95616-352-4.
- Wir sind für dich da, Sprecher Claus Vester, cc-live, München 2018, ISBN 978-3-95616-351-7.
- Einladung zur Integrität, Sprecher Claus Vester, cc-live, München 2018, ISBN 978-3-95616-431-6.
- Frau & Mutter sein, Sprecher Claus Vester, cc-live, München 2018, ISBN 978-3-95616-432-3.
- Die intuitive Verbindung, Sprecher Claus Vester, cc-live, München 2018, ISBN 978-3-95616-435-4.
- Werte in Familie und Partnerschaft, Sprecher Claus Vester, cc-live, München 2018, ISBN 978-3-95616-434-7.
- Wollen wir wirklich starke und gesunde Kinder?, Sprecher Claus Vester, cc-live, München 2018, ISBN 978-3-95616-433-0.
- Erziehen – eine Frage des Respekts, Sprecher Jesper Juul, Mathias Voelchert GmbH edition + plus 2109, Hörbuch-Download.
- Erziehen mit Herz und Hirn, Sprecher Jesper Juul, Mathias Voelchert GmbH edition + plus 2109, Hörbuch-Download.
- Pubertät – Erziehen geht nicht mehr, Sprecher Jesper Juul, Mathias Voelchert GmbH edition + plus 2109, Hörbuch-Download.
- Schule, Kinder und Eltern unter Druck, Sprecher Jesper Juul Mathias Voelchert GmbH edition + plus 2109, Hörbuch-Download.
- Wie kann sich Schule entspannen, Sprecher Jesper Juul, Mathias Voelchert GmbH edition + plus 2109, Hörbuch-Download.
- Elterncoaching – Gelassen erziehen, Sprecher Bernd Reheuser, Audible Studios 2019, Hörbuch-Download.
- Vom Gehorsam zur Verantwortung, Sprecher Bernd Reheuser, Audible Studios 2109, Hörbuch-Download.
- Dein selbstbestimmtes Kind, Sprecher Claus Vester, cc-live, München 2020, ISBN 978-3-95616-357-9.
- Respekt, Vertrauen & Liebe, Sprecher Claus Vester, cc-live, München 2020, ISBN 978-3-95616-358-6.
- Nein aus Liebe, Sprecher Claus Vester, cc-live, München 2020, ISBN 978-3-95616-359-3.
- Das Beste von Jesper Juul, Sprecher Claus Vester, cc-live, München 2021, ISBN 978-3-95616-436-1.
- Geborgen und stark, Sprecher Claus Vester, cc-live, München 2022, ISBN 978-3-95616-498-9.
- Es gibt keine unerreichbaren Jugendlichen!, Sprecher Claus Vester, cc-live, München 2023, ISBN 978-3-95616-440-8.